# قائمة المواقع الأثرية في البحرين

خريطة توضح مواقع تلال الدفن القديمة.

هناك مواقع أثرية متعددة في البحرين. البحرين دولة في الخليج العربي تتكون من أرخبيل صغير متمركز حول جزيرة البحرين. ويعتقد أنها موقع حضارة دلمون التي يعود تاريخها إلى الألفية الرابعة قبل الميلاد. هناك موقعان أثريان أعترف بهما كمواقع للتراث العالمي لليونسكو - قلعة البحرين وتلال مدافن دلمون.

## قائمة
فيما يلي قائمة بالمواقع الأثرية البارزة في البلاد:
| ت | الاسم        | مكان الموقع                                 |
| - | ------------ | ------------------------------------------- |
| 1 | عين ام سجور  | الدراز                                      |
| 2 | معبد باربار  | باربار                                      |
| 3 | قلعة بو ماهر | حالة بو ماهر                                |
| 4 | مدافن دلمون  | الجزء الغربي من الجزيرة الرئيسية في البحرين |
| 5 | معبد الدراز  | الدراز                                      |
| 6 | مسجد خميس    |                                             |
| 7 | قلعة البحرين | ضاحية السيف                                 |
| 8 | قلعة الرفاع  | الرفاع                                      |

## معرض الصور

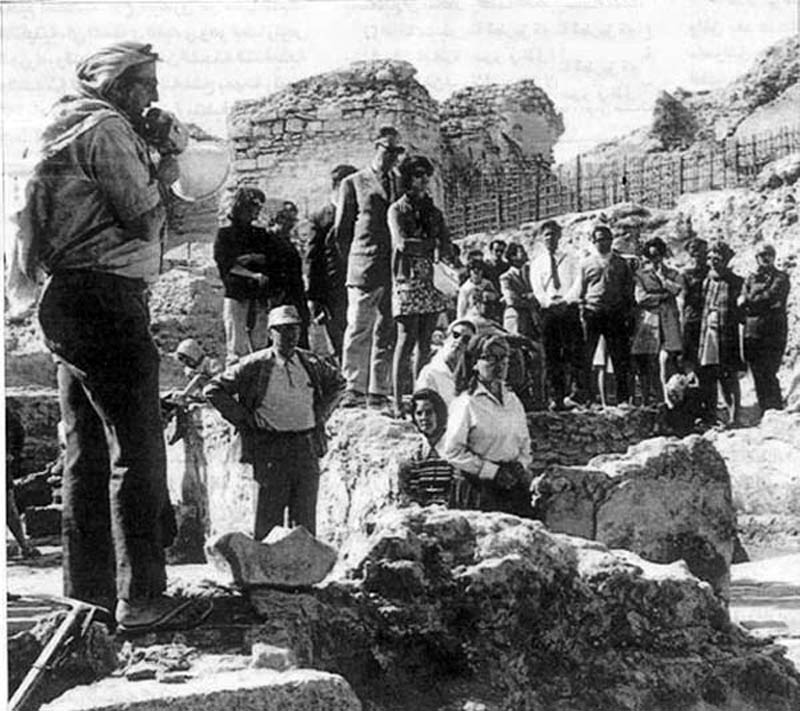
بعثة دنماركية إلى قلعة البحرين
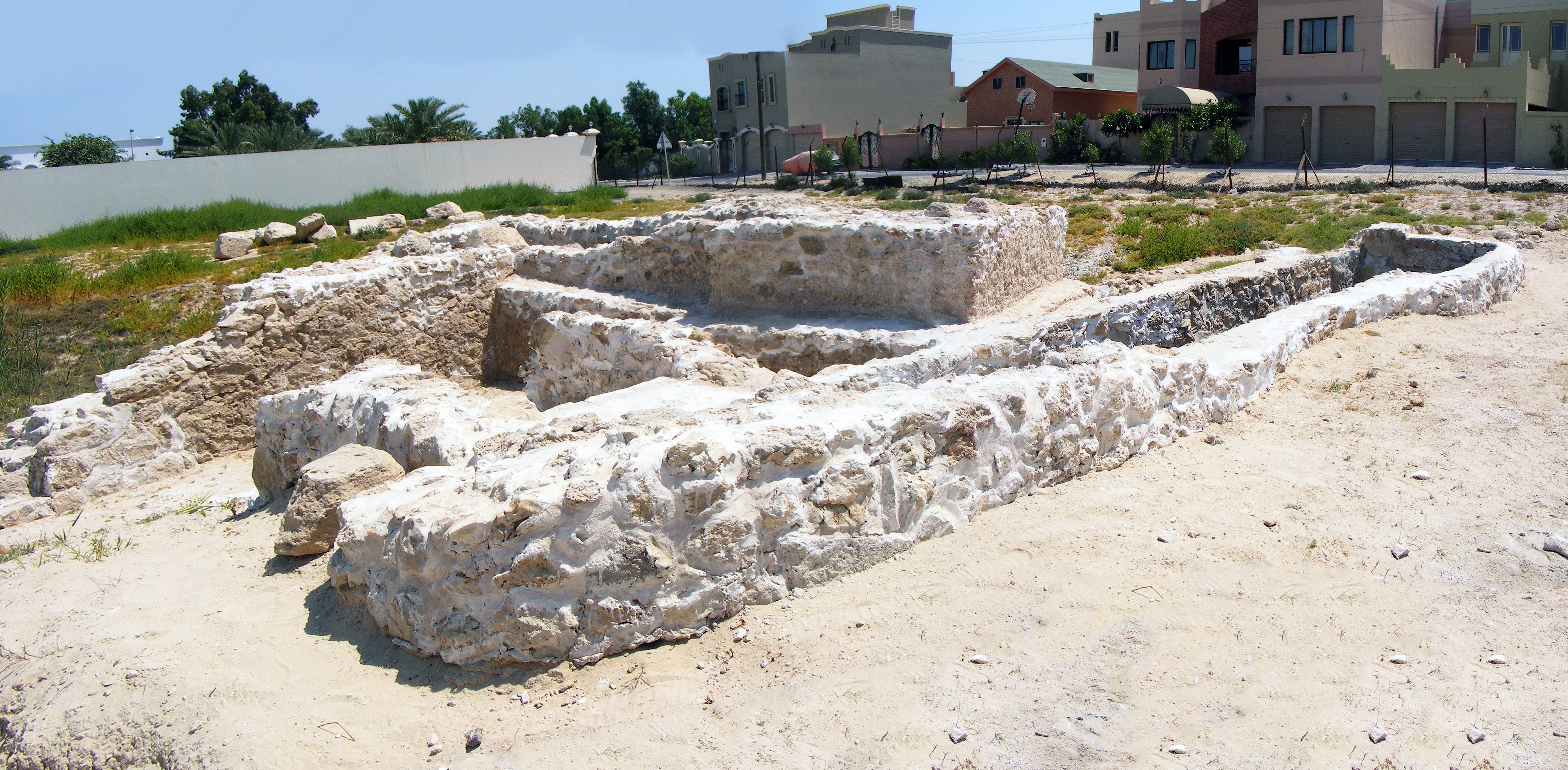
عين ام سجور
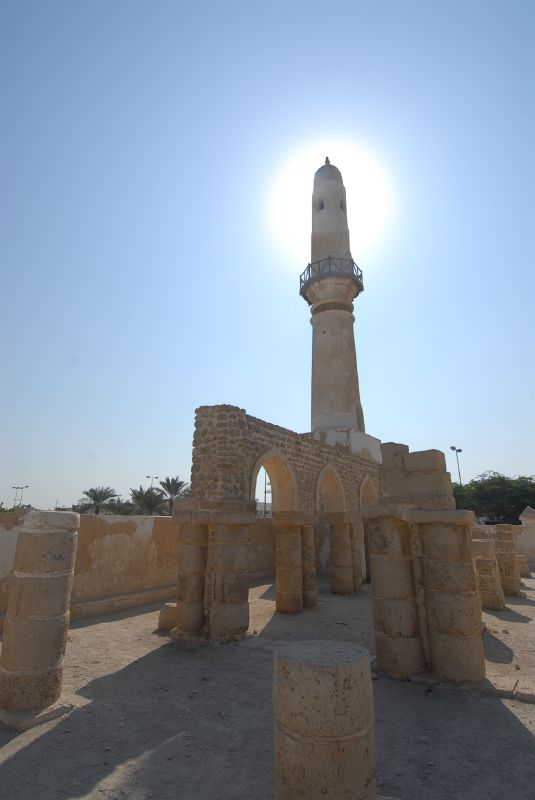
مسجد خميس
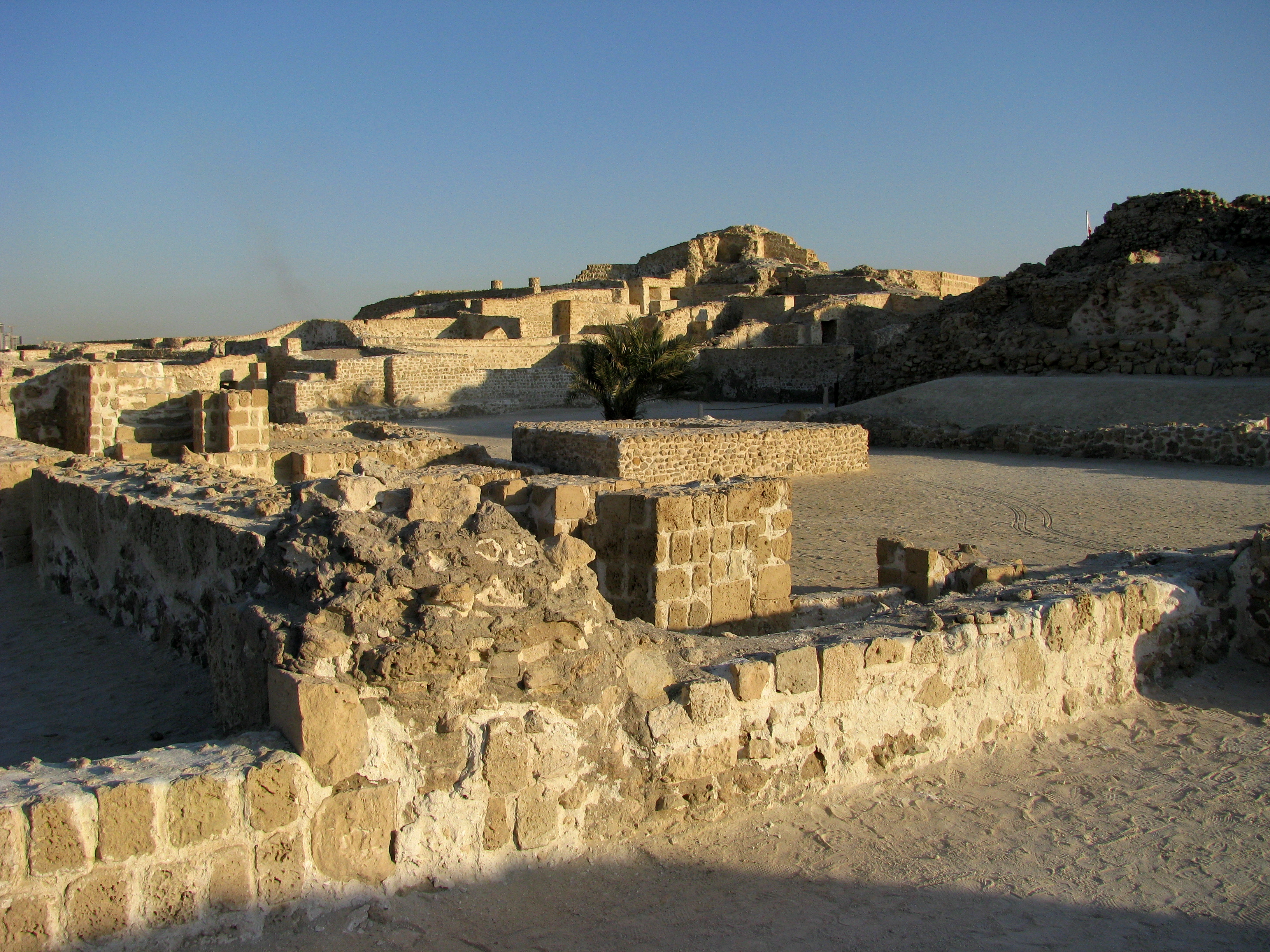
قلعة البحرين
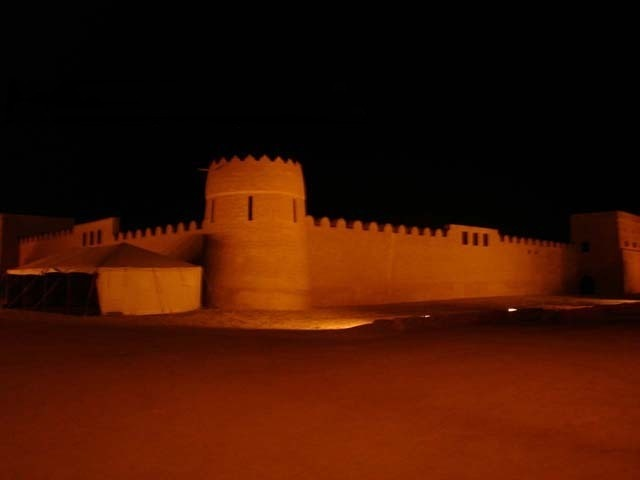
قلعة الرفاع
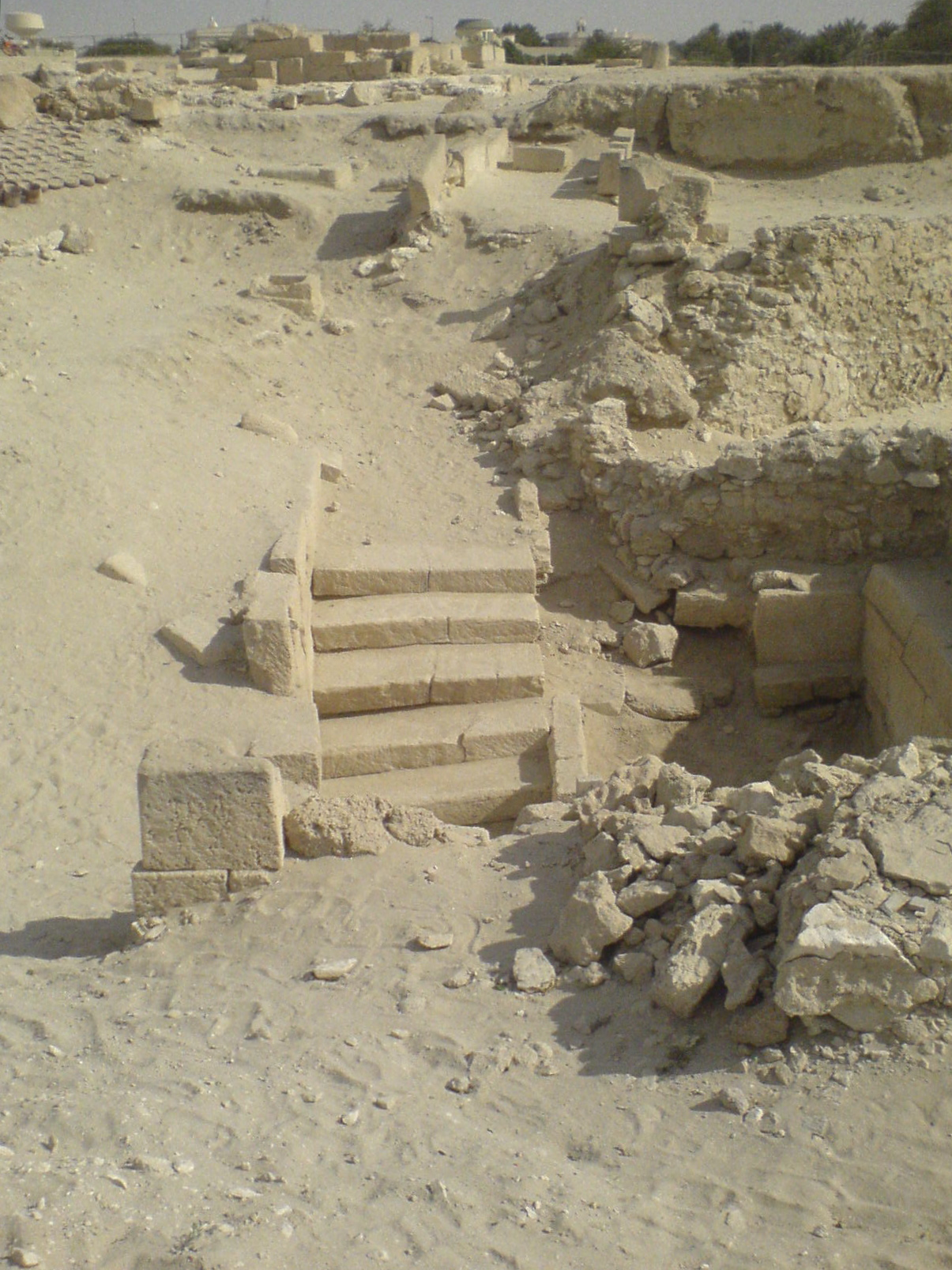
معبد باربار

## أنظر أيضا
- تاريخ البحرين